# Prionus murzini
Prionus murzini là một loài bọ cánh cứng trong họ Cerambycidae.